# Pete Souza
Peter J. Souza, detto Pete (New Bedford, 31 dicembre 1954), è un fotografo e giornalista statunitense.

## Biografia
È stato fotografo ufficiale della Casa Bianca durante la presidenza di Ronald Reagan e di Barack Obama.
Laureatosi presso l'Università di Boston, ha lavorato per il Chicago Sun-Times e il Chicago Tribune. Ha inoltre collaborato come freelance per National Geographic e Life.